# Ford Model TT
O Ford Model TT foi um caminhão produzido pela Ford Motor Company na segunda década do Século XX.

## Produção
Baseado diretamente do Ford Model T, possuía distância entre os eixos maior, e mais peso em seu chassi e eixo traseiro o que conferia um peso total de 910 quilogramas (2 010 libras).
Quando as três primeiras unidades foram produzidos em 1917, o Model TT foi vendido com a carroceria fornecida pelo seu comprador. Ao custo de $600. A partir de 1924 ele já contava com carroceria de fábrica. Em 1926 o preço do modelo havia caído para $325. Em 1925 um limpador de para brisa manual foi adicionado ao modelo.

## Galeria

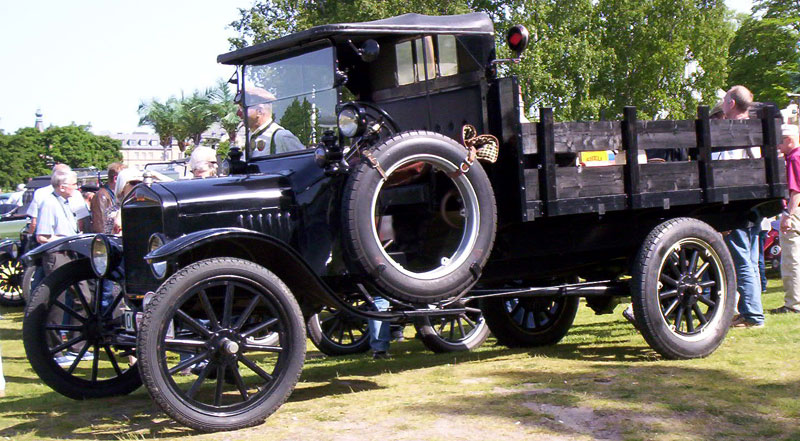
Model TT padrão
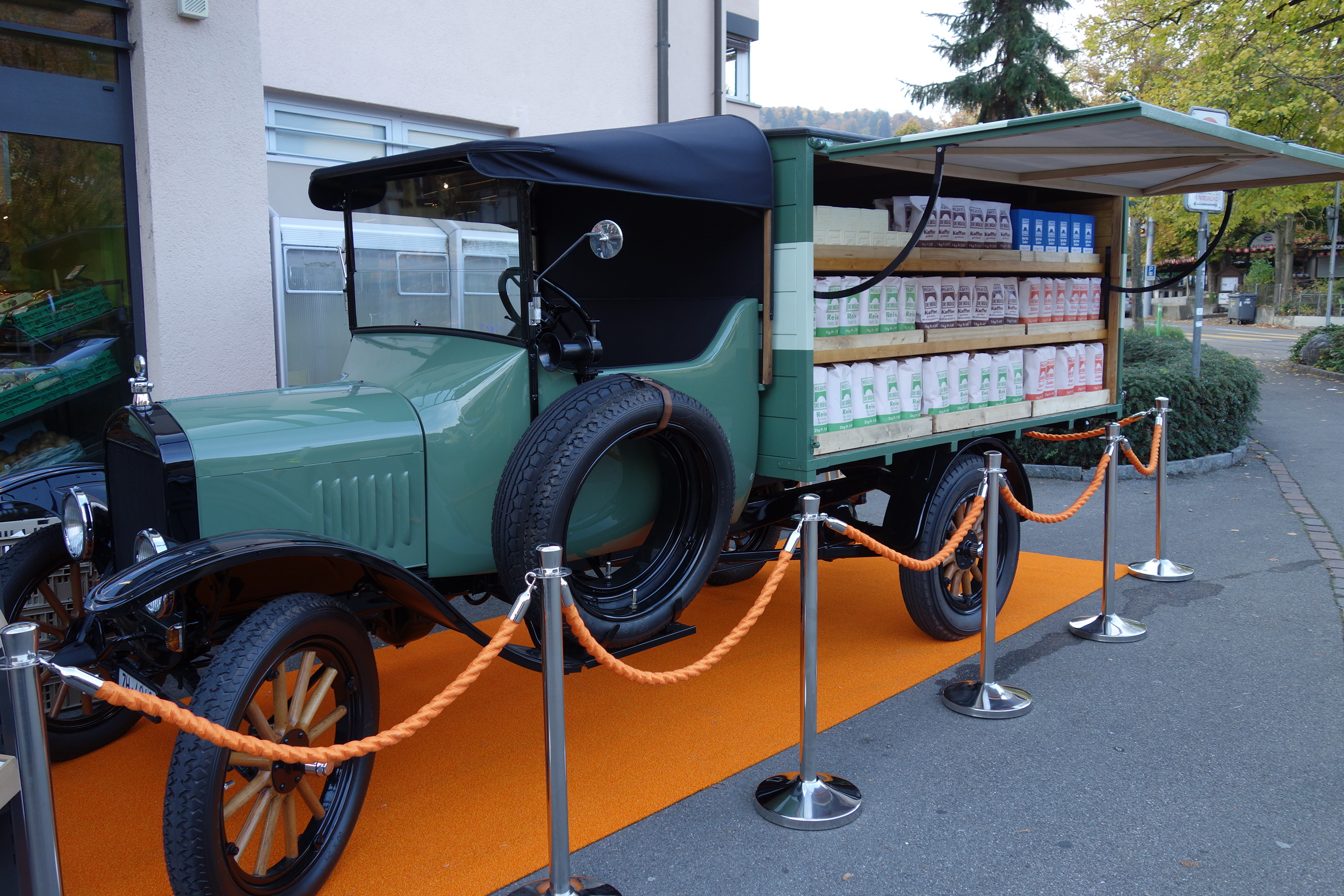
Model TT Semi-furgão
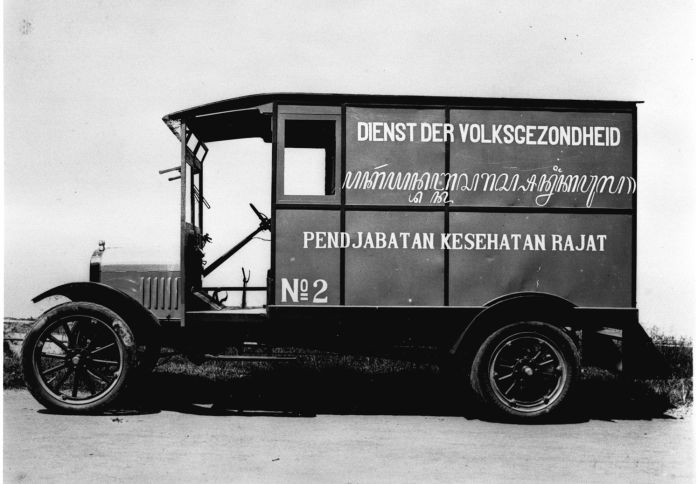
TT Furgão